# Anomiopus alexandrei
Anomiopus alexandrei là một loài bọ cánh cứng trong họ Bọ hung (Scarabaeidae).